# Lista de vereadores de Aperibé
Esta é a lista de vereadores de Aperibé, município brasileiro do estado do Rio de Janeiro.
A Câmara Municipal de Aperibé, é formada por nove representantes, desde a criação do município.

## 9ª Legislatura (2025-2028)
Estes são os vereadores eleitos nas eleições de 6 de outubro de 2024:
| Eleição de 2020 |                                                                             |         |                  |         |         |
| Nº              | Vereador(a) eleito(a)                                                       | Partido | Situação         | Votação | Votação |
| Nº              | Vereador(a) eleito(a)                                                       | Partido | Situação         | Total   | %       |
| 1               | Elizabete Nunes da Fonseca Silva, Bete Fonseca (Itaocara, 31.10.1969–)      | UNIÃO   | Eleita por QP    | 686     | 8,17    |
| 2               | Pedro Paulo Ferreira Pena (Aperibé, 30.06.1958–)                            | UNIÃO   | Eleito por QP    | 595     | 7,09    |
| 3               | Luiz da Costa Lima, Luizinho Lima (São Fidélis, 13.12.1968–)                | PSD     | Eleito por QP    | 557     | 6,64    |
| 4               | Marcos Antonio Lopes Batista, Marquinho da Obra (Aperibé, 12.06.1973–)      | UNIÃO   | Eleito por QP    | 542     | 6,46    |
| 5               | João Carlos Games, João da Máquina (Cambuci, 30.03.1958–)                   | PSD     | Eleito por QP    | 458     | 5,46    |
| 6               | Vinicius Curty Moreira, Vinicius do Bicudo (Itaocara, 02.10.1984–)          | PSB     | Eleito por QP    | 454     | 5,41    |
| 7               | Luciano Moreira da Silva, Barata (Santo Antônio de Pádua, 11.03.1975–)      | UNIÃO   | Eleito por média | 427     | 5,09    |
| 8               | Wellington da Silva dos Santos, Wellington da Saúde (Itaocara, 30.03.1983–) | PSB     | Eleito por QP    | 392     | 4,67    |
| 9               | Geovany de Almeida Marques (Santo Antônio de Pádua, 13.04.1987–)            | PSB     | Eleito por média | 368     | 4,39    |

| Cor | Significado                                            |
| 1   | 1º mandato como vereador(a) da cidade                  |
| 2   | 2º mandato (seguido ou não) como vereador(a) da cidade |
| 4   | 4º mandato (seguido ou não) como vereador(a) da cidade |
| 9   | 9º mandato (seguido ou não) como vereador(a) da cidade |

## 8ª Legislatura (2021-2024)
Estes são os vereadores eleitos nas eleições de 15 de novembro de 2020:
| Eleição de 2020 |                                                                                         |               |                  |         |         |
| Nº              | Vereador(a) eleito(a)                                                                   | Partido       | Situação         | Votação | Votação |
| Nº              | Vereador(a) eleito(a)                                                                   | Partido       | Situação         | Total   | %       |
| 1               | Luiz da Costa Lima, Luizinho (São Fidélis, 13.12.1968–)                                 | PSD           | Eleito por QP    | 519     | 7,36    |
| 2               | Celio Leal Pinheiro, Celio Sabiá (Santo Antônio de Pádua, 12.09.1964–)                  | PSDB          | Eleito por QP    | 485     | 6,88    |
| 3               | Luciano Moreira da Silva, Luciano Barata (Santo Antônio de Pádua, 11.03.1975–)          | DEM           | Eleito por QP    | 437     | 6,20    |
| 4               | Jhonata da Silva Fernandes Lopes, Jhonata da Elza (Santo Antônio de Pádua, 21.01.1989–) | PSD           | Eleito por QP    | 381     | 5,40    |
| 5               | João Carlos Games, João da Máquina (Cambuci, 30.03.1958–)                               | PSD           | Eleito por média | 377     | 5,35    |
| 6               | Pedro Paulo Ferreira Pena (Aperibé, 30.06.1958–)                                        | PSDB          | Eleito por QP    | 366     | 5,19    |
| 7               | Elizabete Nunes da Fonseca Silva, Bete Fonseca (Itaocara, 31.10.1969–)                  | PROS          | Eleita por QP    | 352     | 4,99    |
| 8               | Daniel de Oliveira Fagundes (Itaocara, 28.01.1982–)                                     | PSL           | Eleito por média | 295     | 4,18    |
| 9               | Cristiano Gonçalves Maria (Cambé, 18.11.1977–)                                          | Solidariedade | Eleito por QP    | 260     | 3,69    |

| Cor | Significado                                            |
| 1   | 1º mandato como vereador(a) da cidade                  |
| 3   | 3º mandato (seguido ou não) como vereador(a) da cidade |
| 8   | 8º mandato (seguido ou não) como vereador(a) da cidade |

## 7ª Legislatura (2017–2020)
Estes são os vereadores eleitos nas eleições de 2 de outubro de 2016:
| Eleição de 2016 |                                                                                   |         |                  |         |         |
| Nº              | Vereador(a) eleito(a)                                                             | Partido | Situação         | Votação | Votação |
| Nº              | Vereador(a) eleito(a)                                                             | Partido | Situação         | Total   | %       |
| 1               | Andrio de Souza Lima, Andrinho Lima (Santo Antônio de Pádua, 13.12.1979–)         | PRTB    | Eleito por QP    | 553     | 7,29    |
| 2               | Alexandre Sardinha (Itaocara, 27.07.1970–)                                        | SD      | Eleito por QP    | 487     | 6,42    |
| 3               | Almir de Souza Lanes(a) (Santo Antônio de Pádua, 28.09.1965–Aperibé, 26.10.2017)  | PMDB    | Eleito por QP    | 472     | 6,22    |
| 4               | Pedro Paulo Ferreira Pena (Aperibé, 30.06.1958–)                                  | PR      | Eleito por QP    | 463     | 6,10    |
| 5               | Rodolfo Fonseca Salvador, Rodolfo da Piscina(b) (Itaocara, 22.02.1984–)           | PR      | Eleito por QP    | 437     | 5,76    |
| 6               | João Carlos Games, João da Máquina (Cambuci, 30.03.1958–)                         | PMDB    | Eleito por QP    | 372     | 4,91    |
| 7               | João Augusto Macedo de Araújo, João da Roça (Santo Antônio de Pádua, 27.11.1967–) | PTdoB   | Eleito por QP    | 368     | 4,85    |
| 8               | Genilson Faria, Gena (Santo Antônio de Pádua, 28.04.1957–)                        | PDT     | Eleito por média | 358     | 4,72    |
| 9               | Virley Gonçalves Figueira(c) (Aperibé, 04.08.1951–)                               | PP      | Eleito por média | 351     | 4,63    |

| Cor | Significado                                            |
| 1   | 1º mandato como vereador(a) da cidade                  |
| 2   | 2º mandato (seguido ou não) como vereador(a) da cidade |
| 3   | 3º mandato (seguido ou não) como vereador(a) da cidade |
| 7   | 7º mandato (seguido ou não) como vereador(a) da cidade |

## 6ª Legislatura (2013–2016)
Estes são os vereadores eleitos nas eleições de 7 de outubro de 2012:
| Eleição de 2012 |                                                                                      |         |                  |         |         |
| Nº              | Vereador(a) eleito(a)                                                                | Partido | Situação         | Votação | Votação |
| Nº              | Vereador(a) eleito(a)                                                                | Partido | Situação         | Total   | %       |
| 1               | Alexandre Sardinha (Itaocara, 27.07.1970–)                                           | PPS     | Eleito por QP    | 741     | 9,621   |
| 2               | Inácio Martins Zanata (Santo Antônio de Pádua, 10.04.1982–)                          | PSC     | Eleito por QP    | 652     | 8,465   |
| 3               | Pedro Paulo Ferreira Pena (Aperibé, 30.06.1958–)                                     | PR      | Eleito por QP    | 609     | 7,907   |
| 4               | Flávio Diniz Berriel, Dezoito(d) (Aperibé, 28.03.1978–)                              | PR      | Eleito por QP    | 585     | 7,595   |
| 5               | Virley Gonçalves Figueira (Aperibé, 04.08.1951–)                                     | PTdoB   | Eleito por QP    | 400     | 5,193   |
| 6               | Jairo Barbosa Alves Pereira, Jairo da Maria das Dores (Duque de Caxias, 31.01.1968–) | PSB     | Eleito por QP    | 320     | 4,155   |
| 7               | João Carlos Games, João da Máquina (Cambuci, 30.03.1958–)                            | PRB     | Eleito por média | 318     | 4,129   |
| 8               | Ernesto Abreu Vieira (Santo Antônio de Pádua, 07.11.1952–)                           | PSB     | Eleito por QP    | 310     | 4,025   |
| 9               | Genilson Faria, Gena (Santo Antônio de Pádua, 28.04.1957–)                           | PDT     | Eleito por média | 195     | 2,532   |

| Cor | Significado                                            |
| 1   | 1º mandato como vereador(a) da cidade                  |
| 2   | 2º mandato (seguido ou não) como vereador(a) da cidade |
| 3   | 3º mandato (seguido ou não) como vereador(a) da cidade |
| 5   | 5º mandato (seguido ou não) como vereador(a) da cidade |
| 6   | 6º mandato (seguido ou não) como vereador(a) da cidade |

## 5ª Legislatura (2009–2012)
Estes são os vereadores eleitos nas eleições de 5 de outubro de 2008:
| Eleição de 2008 |                                                                                      |         |                  |         |         |
| Nº              | Vereador(a) eleito(a)                                                                | Partido | Situação         | Votação | Votação |
| Nº              | Vereador(a) eleito(a)                                                                | Partido | Situação         | Total   | %       |
| 1               | Inácio Martins Zanata (Santo Antônio de Pádua, 10.04.1982–)                          | PSC     | Eleito por QP    | 588     | 8,70    |
| 2               | Pedro Paulo Ferreira Pena (Aperibé, 30.06.1958–)                                     | PR      | Eleito por QP    | 471     | 6,97    |
| 3               | Jairo Barbosa Alves Pereira, Jairo da Maria das Dores (Duque de Caxias, 31.01.1968–) | PSB     | Eleito por QP    | 363     | 5,37    |
| 4               | Tilda Manhães Resende Eccard (Aperibé, 20.09.1964–)                                  | PT      | Eleita por QP    | 249     | 3,69    |
| 5               | Virley Gonçalves Figueira (Aperibé, 04.08.1951–)                                     | PTdoB   | Eleito por QP    | 235     | 3,48    |
| 6               | Flávio Diniz Berriel, Dezoito (Aperibé, 28.03.1978–)                                 | PR      | Eleito por QP    | 256     | 3,79    |
| 7               | Ernesto Abreu Vieira (Santo Antônio de Pádua, 07.11.1952–)                           | PSB     | Eleito por média | 228     | 3,37    |
| 8               | Genilson Faria, Gena (Santo Antônio de Pádua, 28.04.1957–)                           | PDT     | Eleito por QP    | 210     | 3,11    |
| 9               | João Augusto Macedo de Araújo, João da Roça (Santo Antônio de Pádua, 27.11.1967–)    | PTdoB   | Eleito por QP    | 210     | 3,11    |

| Cor | Significado                                            |
| 1   | 1º mandato como vereador(a) da cidade                  |
| 2   | 2º mandato (seguido ou não) como vereador(a) da cidade |
| 4   | 4º mandato (seguido ou não) como vereador(a) da cidade |
| 5   | 5º mandato (seguido ou não) como vereador(a) da cidade |

## 4ª Legislatura (2005–2008)
Estes são os vereadores eleitos nas eleições de 3 de outubro de 2004:
| Eleição de 2004 |                                                                                          |         |                  |         |         |
| Nº              | Vereador(a) eleito(a)                                                                    | Partido | Situação         | Votação | Votação |
| Nº              | Vereador(a) eleito(a)                                                                    | Partido | Situação         | Total   | %       |
| 1               | Margareth Caspary Barreto Dias Margareth Foguetinho (Campos dos Goytacazes, 21.03.1959–) | PL      | Eleita por QP    | 357     | 5,941   |
| 2               | Pedro Paulo Ferreira Pena (Aperibé, 30.06.1958–)                                         | PFL     | Eleito por QP    | 354     | 5,891   |
| 3               | Nicanor Lino da Silva (Duque de Caxias, 15.10.1952–)                                     | PSB     | Eleito por QP    | 353     | 5,875   |
| 4               | Ernesto Abreu Vieira (Santo Antônio de Pádua, 07.11.1952–)                               | PP      | Eleito por QP    | 269     | 4,477   |
| 5               | Milton Omar dos Santos, Goiaba (Aperibé, 10.09.1956–)                                    | PP      | Eleito por QP    | 197     | 3,278   |
| 6               | José Leonício Pinheiro Faria Zé da Farmácia (Itaocara, 06.05.1961–)                      | PMDB    | Eleito por QP    | 192     | 3,195   |
| 7               | Lutero Rodrigues (Aperibé, 14.06.1953–)                                                  | PFL     | Eleito por Média | 183     | 3,045   |
| 8               | Inácio Martins Zanata (Santo Antônio de Pádua, 10.04.1982–)                              | PSC     | Eleito por QP    | 180     | 2,996   |
| 9               | Moisés Oliveira Lugão, Porco Espinho (Santo Antônio de Pádua, 21.07.1955–)               | PL      | Eleito por Média | 110     | 1,831   |

| Cor | Significado                                            |
| 1   | 1º mandato como vereador(a) da cidade                  |
| 3   | 3º mandato (seguido ou não) como vereador(a) da cidade |
| 4   | 4º mandato (seguido ou não) como vereador(a) da cidade |

## 3ª Legislatura (2001–2004)
Estes são os vereadores eleitos nas eleições de 1º de outubro de 2000:
| Eleição de 2000 |                                                                                        |         |                  |         |         |
| Nº              | Vereador(a) eleito(a)                                                                  | Partido | Situação         | Votação | Votação |
| Nº              | Vereador(a) eleito(a)                                                                  | Partido | Situação         | Total   | %       |
| 1               | Márcio Antônio Mello de Castro, Marcinho do Lipa (Santo Antônio de Pádua, 14.06.1975–) | PTB     | Eleito por QP    | 550     | 8,786   |
| 2               | Pedro Paulo Ferreira Pena (Aperibé, 30.06.1958–)                                       | PDT     | Eleito por QP    | 494     | 7,891   |
| 3               | Paulo Fernando Dias, Foguetinho (Santo Antônio de Pádua, 13.10.1956–)                  | PDT     | Eleito por QP    | 396     | 6,326   |
| 4               | Ernesto Abreu Vieira (Santo Antônio de Pádua, 07.11.1952–)                             | PPB     | Eleito por QP    | 333     | 5,319   |
| 5               | Lutero Rodrigues (Aperibé, 14.06.1953–)                                                | PFL     | Eleito por QP    | 306     | 4,888   |
| 6               | José Carlos Fazol (Aperibé, 07.11.1963–)                                               | PFL     | Eleito por QP    | 286     | 4,569   |
| 7               | Amilton de Souza Cordeiro (Aperibé, 20.06.1954–)                                       | PMDB    | Eleito por QP    | 277     | 4,425   |
| 8               | Milton Omar dos Santos, Goiaba (Aperibé, 10.09.1956–)                                  | PPB     | Eleito por Média | 241     | 3,850   |
| 9               | Nereu dos Santos Figueira (Aperibé, 29.10.1952–)                                       | PDT     | Eleito por Média | 188     | 3,003   |

| Cor | Significado                                            |
| 1   | 1º mandato como vereador(a) da cidade                  |
| 2   | 2º mandato (seguido ou não) como vereador(a) da cidade |
| 3   | 3º mandato (seguido ou não) como vereador(a) da cidade |

## 2ª Legislatura (1997–2000)
Estes são os vereadores eleitos nas eleições de 3 de outubro de 1996:
| Eleição de 1996 |                                                                     |         |                  |         |         |
| Nº              | Vereador(a) eleito(a)                                               | Partido | Situação         | Votação | Votação |
| Nº              | Vereador(a) eleito(a)                                               | Partido | Situação         | Total   | %       |
| 1               | Pedro Paulo Ferreira Pena (Aperibé, 30.06.1958–)                    | PFL     | Eleito por QP    | 279     | 6,139   |
| 2               | Lutero Rodrigues (Aperibé, 14.06.1953–)                             | PFL     | Eleito por QP    | 255     | 5,611   |
| 3               | Ernesto Abreu Vieira (Santo Antônio de Pádua, 07.11.1952–)          | PSDB    | Eleito por QP    | 203     | 4,466   |
| 4               | Amilton de Souza Cordeiro (Aperibé, 20.06.1954–)                    | PMDB    | Eleito por QP    | 199     | 4,378   |
| 5               | Dirceu Almeida Bairral (Santo Antônio de Pádua, 02.03.1947–)        | PFL     | Eleito por QP    | 195     | 4,290   |
| 6               | Paulo Fernando Dias, Foguetinho (Cambuci, 13.10.1956–)              | PFL     | Eleito por Média | 189     | 4,158   |
| 7               | José Leonício Pinheiro Faria Zé da Farmácia (Itaocara, 06.05.1961–) | PMDB    | Eleito por Média | 177     | 3,894   |
| 8               | Airton Leal Cardoso                                                 | PFL     | Eleito por Média | 171     | 3,762   |
| 9               | Milton Omar dos Santos, Goiaba (Aperibé, 10.09.1956–)               | PSDB    | Eleito por Média | 149     | 3,278   |

| Cor | Significado                                            |
| 1   | 1º mandato como vereador(a) da cidade                  |
| 2   | 2º mandato (seguido ou não) como vereador(a) da cidade |

## 1ª Legislatura (1993–1996)
Estes são os vereadores eleitos nas eleições de 3 de outubro de 1992:
| Eleição de 1992 |                                                                     |         |         |
| Nº              | Vereador(a) eleito(a)                                               | Partido | Votação |
| 1               | Nereu dos Santos Figueira (Aperibé, 29.10.1952–)                    | PDT     | 243     |
| 2               | Ivanir Leal Eccard (Aperibé, 11.03.1953–)                           | PMDB    | 234     |
| 3               | José Leonício Pinheiro Faria Zé da Farmácia (Itaocara, 06.05.1961–) | PMDB    | 227     |
| 4               | Milton Omar dos Santos, Goiaba (Aperibé, 10.09.1956–)               | PDT     | 212     |
| 5               | Airton Leal Cardoso                                                 | PMDB    | 159     |
| 6               | Amilton de Souza Cordeiro (Aperibé, 20.06.1954–)                    | PMDB    | 158     |
| 7               | Vanderlei Lanes                                                     | PL      | 127     |
| 8               | Dirceu Almeida Bairral (Santo Antônio de Pádua, 02.03.1947–)        | PMDB    | 116     |
| 9               | Pedro Paulo Ferreira Pena (Aperibé, 30.06.1958–)                    | PDT     | 112     |